# Per Scholas
Per Scholas是美国一家非營利組織，該組織主要为失业的成年人提供免费的信息技术培训，培養這些失業人士成为IT专业人士。Per Scholas由John Stookey和Lewis Miller于1995年在美國紐約州纽约市南布朗克斯区创立。

## 外部鏈接
- 官方网站